# Anwartschaftsbarwertverfahren
Der Begriff Anwartschaftsbarwertverfahren bzw. Projected-Unit-Credit-Method bezeichnet ein versicherungsmathematisches Bewertungsverfahren für Verpflichtungen aus betrieblicher Altersversorgung, das im internationalen Rechnungslegungsstandard IAS 19 und in vielen ausländischen Rechnungslegungsstandards wie FAS 87 (US-GAAP) und FRS 17 (UK-GAAP) vorgeschrieben ist. Seit dem Bilanzrechtsmodernisierungsgesetz (BilMoG) wird dieses Verfahren auch nach Handelsrecht vermehrt angewandt (in einigen Fällen ist es sogar hiernach vorgeschrieben).
Im Gegensatz dazu wird für die Pensionsrückstellungen in der Steuerbilanz das Teilwertverfahren angewandt. Dieses Verfahren kommt auch für das Handelsrecht in Betracht.
Beim Anwartschaftsbarwertverfahren wird zu jedem Bewertungsstichtag nur der Teil der Verpflichtung bewertet, der bereits verdient ist. Der Barwert des verdienten Teils der Verpflichtung wird mit Defined Benefit Obligation (kurz DBO) bzw. – nach FAS 87 – Projected Benefit Obligation (kurz PBO) benannt. Der Teil der Verpflichtung, der im nächsten Jahr hinzuverdient wird, wird ebenfalls bewertet und als Service Cost (Dienstzeitaufwand) bezeichnet. Zusätzlich werden für das folgende Jahr Interest Cost (Zinsaufwand) und Expected Payments (erwartete Leistungen) ermittelt.
Bei den Interest Cost handelt es sich um die Steigerung der Verpflichtung, die nur auf dem Zins beruht. Zinsträger ist die DBO am Anfang des Jahres. Abgezogen werden die erwarteten Zahlungen, jeweils gewichtet mit dem Jahresbruchteil, für den sie nicht mehr als Zinsträger zur Verfügung stehen. Bei Rentenzahlungen entspricht das etwa der Hälfte der Jahresrente.
Schreibt man die DBO durch Erhöhung um die Service Cost und Interest Cost fort und zieht die Expected Payments ab, erhält man eine Schätzung für die DBO zum nächstjährigen Bewertungsstichtag. Abweichungen ergeben sich nur noch durch sogenannte versicherungsmathematische Gewinne oder Verluste oder durch Sondereffekte wie Leistungskürzungen.